# Planta hidroeléctrica de Pea River Power Company
La Instalación hidroeléctrica de Pea River Power Company, es una histórica planta hidroeléctrica y posteriormente distrito histórico ubicado sobre el río Pea en el Condado de Coffee, Alabama, Estados Unidos cerca de Elba, Alabama.

## Historia
La planta fue construida en 1911. En agosto de 1984 la planta hidroeléctrica y los alrededores fueron declarados distrito histórico por parte del Registro Nacional de Lugares Históricos, incluyendo en el distrito un edificio contribuyente y una estructura contribuyente.
Es significativo como "una de las primeras empresas privadas (1911-1914) en Alabama del uso de energía hidráulica para producir energía eléctrica y transmitirla por líneas de alto voltaje a más de un destino", en este caso a Troy, Alabama a 30 millas (48,3 km) distancia y otros lugares no adyacentes al sitio.
Además, "junto con otras dos instalaciones hidroeléctricas, ambas terminadas en 1930 y aún en funcionamiento, la instalación de Elba era una de las instalaciones de generación hidroeléctrica originales propiedad de la Cooperativa Eléctrica de Alabama. La AEC, que comenzó a operar en 1944 con la ayuda de la Administración de Electricidad Rural, fue la fuerza impulsora detrás de la electrificación del centro y sur de Alabama".